# Bonanza Peak
Bonanza Peak je hora na severu Chelan County, v severní části státu Washington.
Bonanza Peak je součástí Kaskádového pohoří, respektive Severního Kaskádového pohoří. S nadmořskou výškou 2 899 metrů je čtvrtou nejvyšší horou Severních Kaskád a osmou nejvyšší ve Washingtonu.
Okolo 20 kilometrů jihozápadně leží druhý nejvyšší vrchol Severních Kaskád Glacier Peak.